# François Proth
François Proth (22 de marzo de 1852 - 21 de enero de 1879) fue un matemático autodidacta francés. Granjero de profesión, es conocido por su trabajo en el campo de los números primos.

## Semblanza
Proth, nacido en 1852,  vivía en Vaux-devant-Damloup, cerca de Verdún (Francia), donde trabajaba en una finca agrícola. Como matemático aficionado, estableció cuatro teoremas relacionados con la primalidad. El más famoso de estos, teorema de Proth, puede usarse para probar si un número de Proth (un número de la forma k2n + 1 con k impar y k < 2n) es primo. Los números que pasan esta prueba se denominan números primos de Proth, y continúan siendo importantes en la búsqueda computacional de números primos grandes.
También formuló la conjetura de Gilbreath sobre diferencias sucesivas de números primos, 80 años antes que Gilbreath, pero su prueba de la conjetura resultó ser errónea.
Se desconoce la causa de su muerte en 1879, a los 26 años de edad.

## Publicaciones
- Proth, F. (1876), «Énoncés de divers théorèmes sur les nombres», Comptes rendus de l'Académie des Sciences de Paris 83: 1288-1289..
- Proth, F. (1878), «Sur quelques identités», Nouvelle Correspondance Mathématique de M. E. Catalan, Bruxelles 4: 377-378..
- Proth, F. (1878), «Théorème relatif à la théorie des nombres», Comptes rendus de l'Académie des Sciences de Paris 87: 374..
- Proth, F. (1878), «Théorèmes sur les nombres premiers», Comptes rendus de l'Académie des Sciences de Paris 87: 926..